# 上毛蹄盖蕨
上毛蹄盖蕨（学名：Athyrium suprapubescens）为蹄盖蕨科蹄盖蕨属下的一个种。

## 扩展阅读
- 維基物種上的相關：上毛蹄盖蕨